# Leïla Ben Sedira
Leïla Ben Sedira, (à l'état civil R'Zeïla, Marguerite, Georgette), née à Alger le 17 février 1903, morte le 1er juin 1982 dans le 14e arrondissement de Paris, est une chanteuse française d'origine algérienne, connue pour ses succès à l'Opéra-Comique dans les années 1930.

## Biographie
Leïla Marguerite Georgette Ben Sedira naît à Alger le 17 février 1903. Elle est la petite-fille de Belkassem Ben Sedira. Le compositeur Camille Saint-Saëns se rend régulièrement à Alger, il est un ami de la famille et donne lui-même à la jeune Leïla ses premiers cours de piano,.
Jeune pianiste réputée, Leïla Ben Sedira donne son premier concert de soliste en 1912, avant d'avoir dix ans,. Elle part à dix-sept ans à Paris où elle entre au Conservatoire,. Elle travaille dans la classe du compositeur Lazare-Lévy qui, l'entendant chanter, admire sa voix et l'incite vivement à s'orienter vers le chant,. Elle attend cependant quelques années, puis va voir la cantatrice Claire Croiza qui l'écoute et lui dit qu'elle n'a rien à lui apprendre,.
Un responsable de l'Opéra-Comique reçoit Leïla Ben Sedira en audition en septembre 1929 et l'engage comme soprano à partir du 1er octobre,.
Après de multiples répétitions, Leïla Ben Sedira interprète à partir du 4 avril 1929 le rôle d'Olympia dans Les Contes d'Hoffmann, c'est un grand succès,. Elle joue ensuite notamment Barberine dans les Noces de Figaro, puis Rosine dans le Barbier de Séville de Rossini, le rôle titre dans Lakmé de Léo Delibes, Leïla dans les Pêcheurs de perles de Bizet, le rôle titre dans Mireille de Gounod,. La Seconde Guerre mondiale interrompt sa carrière, qui reprend ensuite jusqu'à la fin des années 1950,.
Elle meurt le 1er juin 1982 à Paris ; elle est inhumée au cimetière de Saint-Nom-la-Bretèche.